# Jim Hutton
Jim Hutton (4. ledna 1949 Carlow – 1. ledna 2010 Carlow) byl irský kadeřník a partner zpěváka skupiny Queen Freddieho Mercuryho v letech 1985–1991.
S Mercurym se seznámil v roce 1983 v jednom z londýnských klubů, když ještě působil jako kadeřník, ale jejich první setkání dopadlo neslavně. V roce 1985 se opět ve stejném klubu rozhodli zůstat spolu.
Mercury byl testován na AIDS a byl pozitivní, ale Huttonovi to řekl až několik dní před smrtí. Zůstal po jeho boku až do jeho posledního dne se slovy: „Mám tě rád, Freddie, nikam neodejdu.“ To se také stalo.
Nakonec zdědil 500 tisíc liber, za které si postavil dům v Carlow a dál pracoval jako kadeřník. O svém životě s Mercurym také vyprávěl v různých pořadech a napsal knihu „Freddie and Me“.
Zemřel 1. ledna 2010 ve svém domě na rakovinu plic ve věku 60 let. Přestože se virem HIV nakazil o více než 20 let dříve, onemocnění AIDS se u něj nikdy nerozvinulo.